# A 23-as szám
A 23-as szám (eredeti cím: The Number 23) 2007-ben bemutatott amerikai misztikus thriller, melynek rendezője Joel Schumacher, forgatókönyvírója Fernley Phillips. A főszerepben Jim Carrey látható.
Az Amerikai Egyesült Államokban 2007. február 23-án mutatták be, Magyarországon május 17-én.
Ez a második közös együttműködése Schumachernek és Carrey-nek, a Mindörökké Batman után. A színésznek ez az első thriller műfajú filmje.
A projekt bevételi szempontból sikeresen teljesített, azonban kritikai szempontból nagyrészt negatív véleményeket kapott az értékelőktől. A Metacritic oldalán a film értékelése 6,5% a 100-ból, ami 44 véleményen alapul. A Rotten Tomatoeson a 23-as szám 8%-os minősítést kapott, 188 értékelés alapján.

## Cselekmény
|  | Alább a cselekmény részletei következnek! |

Egy helyi sintér, Walter Sparrow (Jim Carrey) feleségével, Agathával (Virginia Madsen) és közös gyerekükkel, Robinnal (Logan Lerman) él. Agatha az egyik könyvesbolt polcán elkezdi nézegetni a "23-as szám" című könyvet, melyet Topsy Kretts írt. Nem sokkal később megveszi azt Walternak születésnapi ajándékként, hogy olvassa el. Walter hamar elkezdi olvasgatni könyvet, ám egy furcsa hasonlóságot vesz észre saját maga és a főszereplő között, akit Pingipang nyomozónak hívnak. Hamarosan Waltert különös álmok kezdik el gyötörni, mint például, hogy megöli a feleségét. A rémálmok továbbra sem hagyják őt nyugodni, ezért elmegy egy szállodába és egész éjjel a könyvét olvassa, hogy végre be tudja fejezni; Arra lesz figyelmes, hogy a 22-dik fejezetnél véget ér Pingipang története, annál a pillanatnál, amikor megöli a szerelmét.
A következő napon, Walter látja azt a kutyát (Ned), amelyiket korábban próbált elkapni munkája során. A kutya elvezeti őt a helyi temetőbe, Laura Tollins (Rhona Mitra) sírjához. Laura egy főiskolai tanuló volt, akit a professzora, Kyle Flinch (Mark Pellegrino) meggyilkolt, miután viszonyuk volt egymással. Laura meggyilkolásának körülményei tükrözik Pingipang szeretőjét a könyvből. Walter elmegy a professzorhoz a börtönbe, mert szerinte ő írta a könyvet, mint titkos vallomást. A férfi ártatlannak vallja magát, és azt állítja, hogy semmiféle gyilkosságot nem követett el. Walter megkérdezi tőle, hogy ő írta-e a könyvet, de Finch tagadja, mert ha ő írta volna a könyvet, akkor nem bújna Topsy Kretts álnév mögé. Topsy Kretts (= Top Secrets, kiejtve) homofónjának értéke: A=1, B=2, C=3......Z=26, a kutya nevének (Ned) értéke: 14 + 5 + 4 = 23.
Ahogy felfedeznek a könyv végében egy lakcímet, a család együttesen elmegy Topsy Kretts-hez (Bud Cort), majd Walter kétségbeesik, amikor szembesül vele, mert Topsy elmondja, hogy Walter már rég halott, ezután elvágja saját torkát. Agatha a halott férfi zsebében talál egy igazolványt, ami az elmegyógyintézethez tartozik, ahol felkeresik Dr. Sirius Leary irodáját. Találnak egy dobozt, melyre Walter neve van írva. Eközben Robinnal rájönnek, hogy minden 23. szó a 23. oldalon egy üzenetet takar, amely a Casanova Parkba vezeti őket. Amikor megérkeznek a parkba késő este, látják, hogy a lépcső 23 fokból áll. Felfedeznek egy emberi csontvázat, feltehetően Laura Tollins tetemét. Kihívnak egy rendőrt a helyszínhez, de mire oda ér, addigra már a csontoknak nyoma vész. Walter észreveszi Agatha kezét, hogy piszkos-földes, ekkor őt vádolja meg a csontok eltüntetésével és hogy ő írta a könyvet. Agatha elismeri, hogy ő vitte el a csontokat, majd Walter talál a táskájában egy kést, de a nő elmondja, hogy önvédelem miatt tartja magánál. Ezután elmondja neki a könyv valódi íróját: Walter Sparrow, majd bizonyítékokat is mutat neki a dobozból. A dobozban van a 23 szám kézirata, valamint Laura Tollins bokakarkötője.
Walter elmegy a szálloda 23-as szobájába, és letépi a tapétát a falról; Megtalálja a hiányzó 23-as fejezetet, amely kifejti, hogy az egész történet az ő vallomása, és arra is emlékszik, miért tette mind ezt: az anyja halála után az apja is öngyilkos lett. Nem hagyott búcsúlevelet, csak a 23-as számot. Walter szerette Laura Tollinst és azt hitte, a lány viszontszereti, de egy éjszaka Walter szeme láttára szeretkezett Laura a professzorral. Walter megpróbálta figyelmeztetni Laurát a 23-as szám veszélyéről, de a fiatal nő őrültnek tartotta emiatt. Amikor az apja minden 23-dik szavát összeolvasta, Walter rájött, hogy mit kell tennie. Dühösen hazaért és leszúrta Laurát, akit a Parkban temetett el, melyet Ned megfigyelt. A professzor követte őt, és a bizonyítékul szolgáló kést megfogta, melyre rákerült az ujjlenyomata, és miatt ítélték el. Walter elment a szállodába és megírta a A 23-as számot, amelyben a saját vallomása, majd a soron következő 23. fejezetet a falakra, a padlóra és a szoba más részére írta, majd leugrott az erkélyről, hogy megölje magát. Súlyos sérülésekkel túlélte és intézetbe került, ahol dr. Leary kezelte. Dr. Leary a kéziratot közzétette, viszont ősszel Walter gyógyultan elhagyta az intézetet és megismerte későbbi feleségét, Agathát.
Agatha a szállodában találja Waltert, és megpróbálja elmondani neki, hogy már nem az a személy, aki volt, amikor megírta a könyvet. Walter ragaszkodik hozzá, hogy ő csak egy gyilkos. Az eseménydús éjjel után Laura Tollins holttestét eltemetik újra. Walter pedig feladja magát a rendőrségen.
A film végén a nézők láthatják a Biblia egyik idézetét: 32:23 "Be sure your sin will find you out."
|  | Itt a vége a cselekmény részletezésének! |

## Szereplők
| Szerep                                        | Színész          | Magyar hang     |
| --------------------------------------------- | ---------------- | --------------- |
| Walter Sparrow / Pingipang                    | Jim Carrey       | Kerekes József  |
| Fiatal Walter / Pingipang                     | Paul Butcher     | N/A             |
| Agatha Pink-Sparrow / Fabrizia                | Virginia Madsen  | Hegyi Barbara   |
| Robin Sparrow                                 | Logan Lerman     | Berkes Bence    |
| Isaac French / Dr. Miles Phoenix              | Danny Huston     | Kőszegi Ákos    |
| Laura Tollins                                 | Rhona Mitra      | N/A             |
| Dr. Leary (cameoszerep)                       | Bud Cort         | Várkonyi András |
| Benton                                        | Chris Lajoie     | N/A             |
| Kyle Finch                                    | Mark Pellegrino  | Juhász György   |
| Mrs. Dobkins / Walter anyja / Öngyilkos szőke | Lynn Collins     | Németh Kriszta  |
| Sybil                                         | Michelle Arthur  | N/A             |
| Sebastian atya                                | Ed Lauter        | Csuha Lajos     |
| Burns őrmester                                | Corey Stoll      | N/A             |
| A barátnő (cameoszerep)                       | K.T. Rowe        | N/A             |
| Dr. Nathaniel                                 | Rudolph Willrich | Szokolay Ottó   |
| Dr. Alice Mortimer                            | Patricia Belcher | Némedi Mari     |
| Kínai étteremtulajdonos                       | Walter Soo Hoo   | Botár Endre     |

## Bevétel
A film nyitóhétvégéjén (2007. február 23-25.), A 23-as szám, 14,6 millió dolláros bevételt szerzett, a második helyen A szellemlovas című film végzett, bruttó 20 millió dolláros bevétellel. Összességében a film bruttósított bevétele az Egyesült Államokban 35,2 millió dollár lett, világszerte pedig összesen 77,6 millió dollárra termelődött.